# Pseudococcus lycopodii
Pseudococcus lycopodii är en insektsart som beskrevs av John Wyman Beardsley 1959. 
Pseudococcus lycopodii ingår i släktet Pseudococcus och familjen ullsköldlöss. Inga underarter finns listade i Catalogue of Life.